# Torymus rhamni
Torymus rhamni är en stekelart som beskrevs av Boucek 1994. Torymus rhamni ingår i släktet Torymus och familjen gallglanssteklar. Inga underarter finns listade i Catalogue of Life.